# Gabriel Sarria
Gabriel Sarria Trigo (n. Chile; 16 de octubre de 1999) es un futbolista chileno. Juega de centrocampista y su equipo actual es San Luis de la Primera B de Chile.

## Carrera

### Deportes Antofagasta
Sarria debutó en Deportes Antofagasta el 21 de octubre de 2020 en la derrota por 2 a 1 contra Santiago Wanderers. Ingresó a los 24 minutos del segundo tiempo por Andrés Souper.

### Coquimbo Unido
Al año siguiente llegó a Coquimbo Unido, equipo de la Primera B. Fue campeón con el Pirata y logró disputar 17 partidos durante la temporada.

### Rangers
En 2022 viajó hacia Talca para convertirse en nuevo refuerzo de Rangers, también participante de la segunda división del fútbol chileno.

## Estadísticas

### Clubes
| Club | Div                 | Temporada           | Liga  | Liga  | Copas Nacionales(1) | Copas Nacionales(1) | Copas Internacionales(2) | Copas Internacionales(2) | Total | Total |
| Club | Div                 | Temporada           | Part. | Goles | Part.               | Goles               | Part.                    | Goles                    | Part. | Goles |
| --- | ------------------- | ------------------- | ----- | ----- | ------------------- | ------------------- | ------------------------ | ------------------------ | ----- | ----- |
| Deportes Antofagasta · Chile | 1.ª                 | 2016-17             | —     | —     | —                   | —                   | —                        | —                        | 0     | 0     |
| Deportes Antofagasta · Chile | 1.ª                 | 2017                | —     | —     | —                   | —                   | —                        | —                        | 0     | 0     |
| Deportes Antofagasta · Chile | 1.ª                 | 2018                | —     | —     | —                   | —                   | —                        | —                        | 0     | 0     |
| Deportes Antofagasta · Chile | 1.ª                 | 2019                | —     | —     | —                   | —                   | —                        | —                        | 0     | 0     |
| Deportes Antofagasta · Chile | 1.ª                 | 2020                | 3     | 0     | —                   | —                   | —                        | —                        | 3     | 0     |
| Deportes Antofagasta · Chile | Total club          | Total club          | 3     | 0     | 0                   | 0                   | 0                        | 0                        | 3     | 0     |
| Coquimbo Unido · Chile | 2.ª                 | 2021                | 17    | 0     | 7                   | 0                   | -                        | -                        | 24    | 0     |
| Coquimbo Unido · Chile | Total club          | Total club          | 17    | 0     | 7                   | 0                   | 0                        | 0                        | 24    | 0     |
| Rangers · Chile | 2.ª                 | 2022                | 0     | 0     | 0                   | 0                   | —                        | —                        | 0     | 0     |
| Rangers · Chile | Total club          | Total club          | 0     | 0     | 0                   | 0                   | 0                        | 0                        | 0     | 0     |
| Total en su carrera | Total en su carrera | Total en su carrera | 20    | 0     | 7                   | 0                   | 0                        | 0                        | 27    | 0     |
| (1) Las copas nacionales se refiere a la Copa Chile. (2) Las copas internacionales se refiere a la Copa Libertadores y a la Copa Sudamericana. (3) Media de goles por encuentro. No incluye goles en partidos amistosos. |                     |                     |       |       |                     |                     |                          |                          |       |       |

## Palmarés

### Campeonatos nacionales
| Título           | Club             | País  | Año  |
| ---------------- | ---------------- | ----- | ---- |
| Segunda División | Deportes Limache | Chile | 2023 |